# Osso jugal

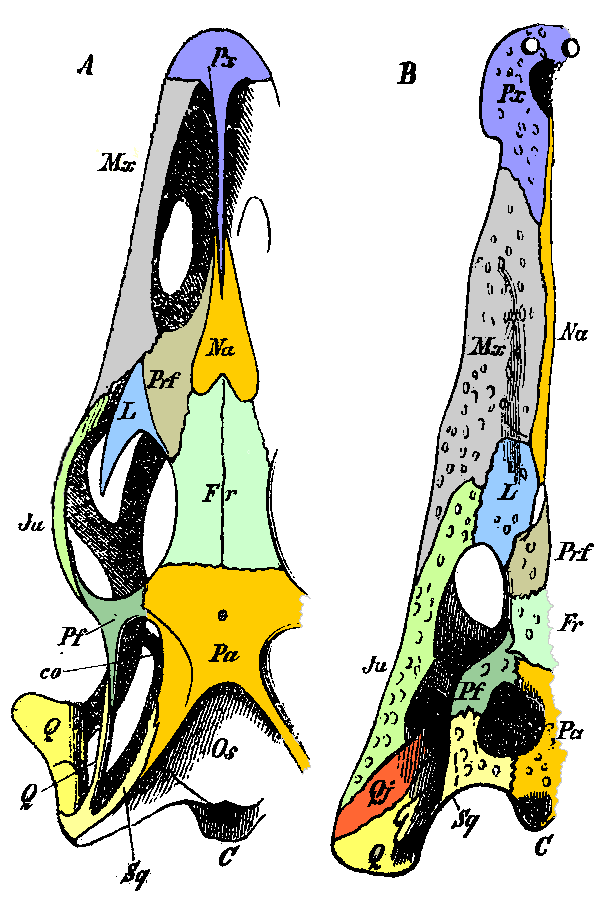
Diagrama mostrando ossos homólogos dos crânios de um lagarto-monitor e de um crocodilo. Osso jugal rotulado Ju, em verde pálido, no centro à esquerda.

O osso jugal (Ossa jugale) é um osso do crânio encontrado na maioria dos répteis, anfíbios e pássaros. Nos mamíferos, o jugal é frequentemente chamado de malar ou zigomático. Está ligado ao quadradojugal e à maxila, bem como a outros ossos, que podem variar de acordo com a espécie.

## Anatomia
O osso jugal está localizado em ambos os lados do crânio na região circunorbital. É a origem de vários músculos mastigatórios no crânio. Os ossos jugal e lacrimal são os únicos dois remanescentes da série circumorbital ancestral: os ossos pré-frontal, pós-frontal, pós-orbital, jugal e lacrimal.
Durante o desenvolvimento, o osso jugal se origina do osso dérmico.

### Nos dinossauros
Este osso é considerado fundamental na determinação de características gerais nos casos em que todo o crânio não foi encontrado intacto (por exemplo, como acontece com os dinossauros na paleontologia). Em alguns gêneros de dinossauros, o jugal também faz parte da margem inferior da fenestra antorbital ou da fenestra infratemporal, ou ambas. Mais comumente, esse osso se articula com o quadratojugal, o pós-orbital, o lacrimal e a maxila.  Em dinossauros com chifres, como o Pentaceratops, o osso jugal é espesso e chega a um ponto, o que levou os paleontólogos a se referirem a ele como o "chifre jugal".

## Função

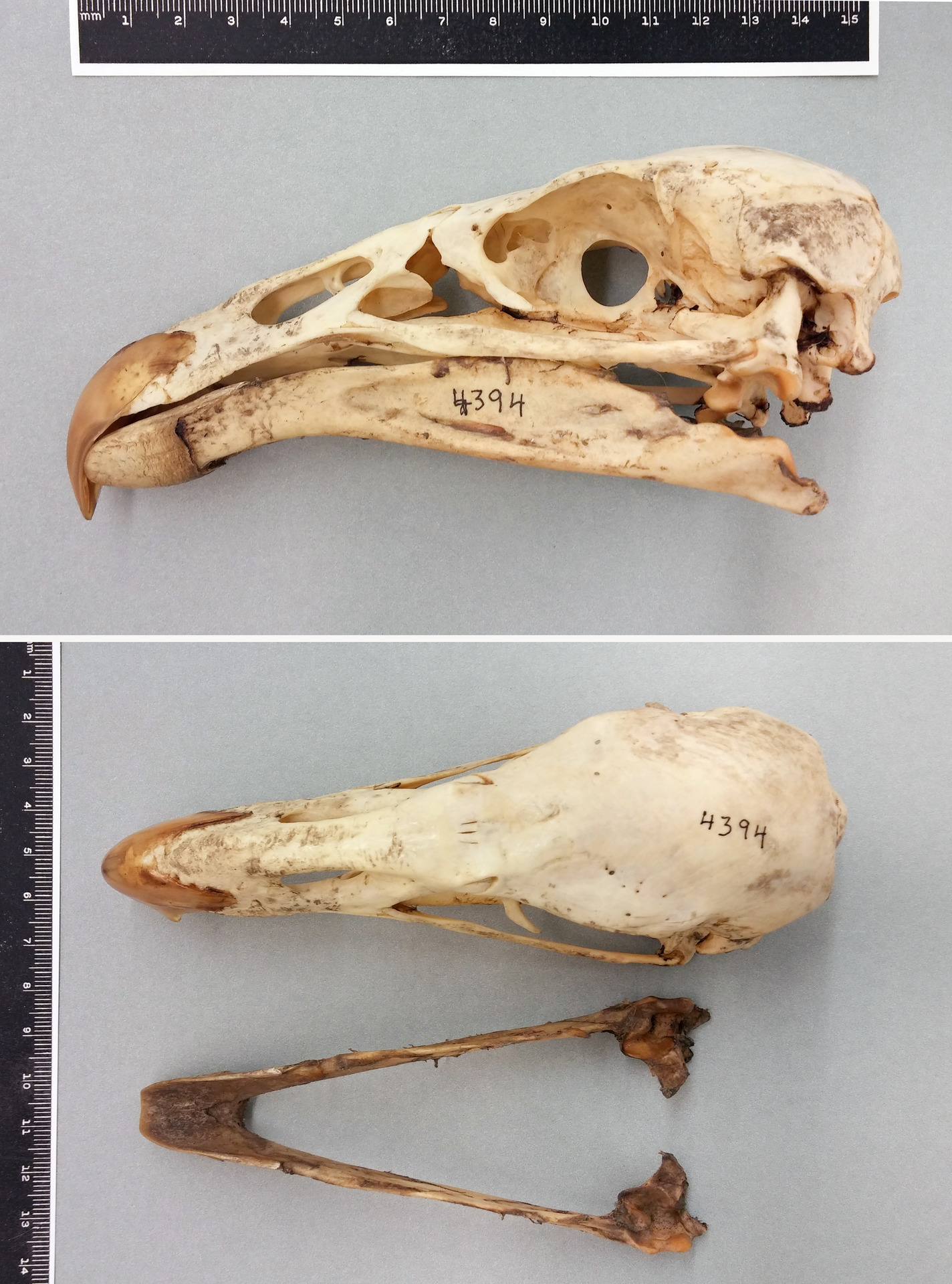
Crânio de um condor da Califórnia (Gymnogyps californianus)

Crânio do mamífero-tronco Morganucodon, com jugal rotulado

### Em répteis
Os primeiros répteis primitivamente tinham uma barra temporal inferior (também conhecida como arcada temporal) onde a parte posterior do osso jugal entra em contato com o quadratojugal. Essa estrutura foi repetidamente perdida e recuperada em vários grupos.

### Em pássaros
Enquanto o osso jugal é espesso e semelhante a uma alça na maioria dos outros répteis, o osso jugal é fino e semelhante a um suporte nas aves. Acredita-se que isso reduza o peso do crânio e facilite a cinesia craniana.

### Em mamíferos
Em mamíferos, incluindo humanos, o osso jugal é mais comumente referido como zigoma. Ele auxilia na construção do contorno facial, protegendo o olho de danos e fornecendo locais de fixação para os músculos faciais. O zigoma fornece funções importantes como origem do músculo masseter e como ponto de resistência às forças mastigatórias. Estudos preliminares também indicam que a variação na estrutura zigomática pode ser útil na determinação das origens ancestrais das populações humanas modernas.